# Aloe barberae
Aloe barberae ist eine Pflanzenart der Gattung der Aloen in der Unterfamilie der Affodillgewächse (Asphodeloideae). Das Artepitheton barberae ehrt die englische Schriftstellerin, Malerin und Naturforscherin Mary Elizabeth Barber (1818–1899).

## Beschreibung

### Vegetative Merkmale
Aloe barberae wächst stammbildend und ist reich gabelförmig verzweigt. Die aufrechten Stämme erreichen eine Höhe von bis zu 18 Meter und weisen an ihrer Basis Durchmesser von 1 bis 3 Meter auf. Die etwa 20 schwertförmigen Laubblätter bilden dichte Rosetten. Ihre trübgrüne Blattspreite ist 60 bis 90 Zentimeter lang und 7 bis 9 Zentimeter breit. Die festen, hornartigen, trübweißen und bräunlich gespitzten Zähne am Blattrand sind 2 bis 3 Millimeter lang und stehen 10 bis 25 Millimeter voneinander entfernt.

### Blütenstände und Blüten
Der Blütenstand besteht in der Regel aus zwei Zweigen und erreicht eine Länge von 40 bis 60 Zentimeter. Die dichten, zylindrischen, leicht verschmälert-zugespitzten Trauben sind 20 bis 30 Zentimeter lang und 8 bis 10 Zentimeter breit. Die linealischen und spitz zulaufenden Brakteen weisen eine Länge von 10 Millimeter auf und sind 1 Millimeter breit. Die rosafarbenen bis rosalilafarbenen Blüten stehen an 10 Millimeter langen Blütenstielen. Die Blüten sind 30 bis 37 Millimeter lang und an ihrer Basis gerundet. Auf Höhe des Fruchtknotens weisen sie einen Durchmesser von etwa 9 Millimeter auf. Ihre äußeren Perigonblätter sind auf einer Länge von etwa 21 bis 37 Millimetern nicht miteinander verwachsen. Die Staubblätter und der Griffel ragen 15 bis 20 Millimeter aus der Blüte heraus.

### Genetik
Die Chromosomenzahl beträgt {\displaystyle 2n=14}.

## Systematik und Verbreitung
Aloe barberae ist in Mosambik, der südafrikanischen Provinz KwaZulu-Natal sowie in Eswatini im dichten Busch und niedrigen Wald verbreitet.
Die Erstbeschreibung durch William Turner Thiselton-Dyer wurde 1874 veröffentlicht.
Synonyme sind Aloe bainesii var. barberae (Dyer) Baker (1896), Aloe bainesii Dyer (1874) und Aloidendron barberae (Dyer) Klopper & Gideon F.Sm. (2013).

## Nachweise